# Kunché
Kunché es un poblado localizado en el municipio de Espita, en Yucatán, México. Tiene una altitud de 30 metros. La población de la localidad fue de 793 según el censo de 2010 realizado por el INEGI.

## Geografía
kunché se localiza en las coordenadas 20°54′35″N 88°18′16″O / 20.90972, -88.30444 (20.909722, -88.304444). De acuerdo con el censo de 2010, la población tiena una altitud promedio de 30 metros sobre el nivel del mar.

## Demografía
Según el censo de 2010 realizado por el INEGI, la población de la localidad era de 793 habitantes, de los cuales 398 eran hombres y 395 mujeres.

## Política

### Municipio de Espita

Mapa del Municipio de Espita.

La localidad pertenece al municipio de Espita, uno de los 106 municipios de Yucatán, mismo que se encuentra al oriente del estado y ocupa una superficie total de 737,30 km².
En el ámbito político, pertenece al X Distrito Electoral Estatal de Yucatán con sede en Tizimín, y al I Distrito Electoral Federal de Yucatán con sede en Valladolid.